# 汤超
汤超（1958年—），祖籍江西弋阳，出生于南昌，中国物理学家。西湖大学讲席教授，北京大学讲席教授、北京大学前沿交叉学科研究院执行院长。

## 生平
汤超祖籍江西弋阳，出生于南昌。1977年考入中国科学技术大学，此前在南昌洪都中学就读。1981年通过中美联合培养物理类研究生计划赴美国芝加哥大学留学，1986年获物理学博士学位。毕业后在布鲁克黑文国家实验室和凱維里理論物理研究所从事博士后研究。1991年前往NEC普林斯顿研究所工作。1997年入选美国物理学会会士（Fellow）。2005年加盟加州大学旧金山分校，任终身正教授。上世纪90年代末开始与北京大学合作，2001年帮助创立北京大学理论生物学中心（现为定量生物学中心）并任主任，2002年获中国国家自然科学基金委员会“国家杰出青年基金”（B类）。2003年被聘为长江学者讲座教授。2011年入选海外高层次人才引进计划（千人计划），全职到北京大学工作。

## 学术工作
汤超在统计物理、凝聚态物理、非线性科学、系统生物学等领域开展了许多开创性工作。近年来着力用物理学思想及方法研究生物问题，探索生命系统中的定量规律和设计原理。发表文章百余篇，被引用二万多次。
- 1987年提出自组织临界性的概念及理论，在非平衡统计物理与复杂系统方面开创了一个新领域；[5][6]

- 1996年将统计物理思想引入蛋白质折叠理论，提出可设计性原理；[7][8]

- 2004年将非线性科学的理论应用到生物调控网络的研究，提出了生物系统稳定性的理论解释；[9]

- 2006年利用系统生物学的方法研究生物网络功能模块，发现生物功能对网络拓扑结构存在强限制；[10]

- 2009年用理论与计算的方法研究生化适应性网络，找出了其中具有普适性的设计原理；[11][12]

- 2013年与邓宏魁合作提出干细胞重编程的“跷跷板模型”；[13][14]

- 2013年与张奇伟创刊《定量生物学》，任共同主编。[15]